# Reumert (Theaterpreis)/Bester Sänger
Reumert: Bester Sänger (Årets Sanger)
Gewinner und Nominierte in der Kategorie Bester Sänger (Årets Sanger) seit der ersten Verleihung im Jahr 2001. Ursprünglich wurde der Preis alle zwei Jahre verliehen. Seit 2009 gibt es eine jährliche Auszeichnung. Im Jahr 2016 fand in dieser Kategorie keine Auszeichnung statt. Unter drei Nominierten wird ein Preisträger ausgezeichnet, der mit bis zu drei Inszenierungen nominiert werden kann. Ann Petersen und Johan Reuter konnten den Preis je zweimal gewinnen.

## 2000er-Jahre
| Jahr | Preisträger      | Theaterstück     | Nominierungen                                                                                           |
| ---- | ---------------- | ---------------- | --- |
| 2001 | Stephen Milling  | Parsifal         | Randi Stene für Carmen Stig Fogh Andersen für Spar Dame                                                 |
| 2003 | Inger Dam-Jensen | Giulio Cesare    | Jens Krogsgaard für Billy Budd Kaya Brüel für Laser og Pjalter                                          |
| 2005 | Eva Johansson    | Elektra          | Henriette Bonde-Hansen für Pelléas og Mélisande Hanne Fischer für Orfeus og Euridike sowie Titus        |
| 2007 | Susanne Resmark  | Lohengrin        | Gitta-Maria Sjöberg für Sagen Makropulos sowie Simon Boccanegra Bjørn Fjæstad für Midt om Natten        |
| 2009 | Tina Kiberg      | Ragnarok Wozzeck | Mark Linn für Teaterkoncert Beach Boys John Lundgren für Den flyvende hollænder, Wozzeck sowie Lucretia |

## 2010er Jahre
| Jahr | Preisträger                   | Theaterstück                           | Nominierungen |
| ---- | ----------------------------- | -------------------------------------- | --- |
| 2010 | Ann Petersen                  | Ariadne på Naxos                       | Flemming Enevold für Les Miserables Hanne Fischer für Jephtha                                                            |
| 2011 | Maria Lucia Heiberg Rosenberg | Wicked                                 | Johan Reuter für Boris Godunov Sine Bundgaard für Lulu sowie Romeo und Julia                                             |
| 2012 | Johan Reuter                  | Kvinden uden skygge Così fan tutte     | Susanne Resmark für Kvinden uden skygge John Lundgren für Parsifal                                                       |
| 2013 | Ann Petersen                  | Tristan og Isolde                      | Henriette Bonde-Hansen für Semiramis Johan Olsen für Frankenstein Genskabt                                               |
| 2014 | Henriette Bonde-Hansen        | Lucia di Lammermoor                    | Sofie Elkjær Jensen für Gammeljomfruen og tyven Johan Reuter für Den flyvende hollænder                                  |
| 2015 | Johan Reuter                  | Saul og David                          | Andrea Pellegrini für Babel Maria Skuladottir für Ole Lukøje                                                             |
| 2017 | Lars Mølsted                  | Klokkeren fra Notre Dame – The Musical | Henriette Bonde-Hansen für I puritani Rasmus Fruergaard für Der var engang en sang, der hed Arne sowie Højskolesangbogen |
| 2018 | Magnus Vigilius               | Valkyrien                              | Xenia Lach-Nielsen für Chess – The Musical Jullie Hjetland für Troen og ingen                                            |
| 2019 | Gisela Stille                 | Trubaduren                             | Sofie Elkjær Jensen für Flagermusen sowie Drot og Marsk Gert Henning-Jensen für Drot og Marsk                            |